# Scheer
Scheer är en stad  i Landkreis Sigmaringen i det tyska förbundslandet Baden-Württemberg. Kommunen består av ortsdelarna (tyska Ortsteile) Scheer och Heudorf.
Staden ingår i kommunalförbundet Mengen tillsammans med staden Mengen och kommunen Hohentengen.